# Le Horps
Le Horps település Franciaországban, Mayenne megyében. Lakosainak száma 721 fő (2022. január 1.). Le Horps Lassay-les-Châteaux, Champéon, Chantrigné, Charchigné, Marcillé-la-Ville, Montreuil-Poulay és Le Ribay községekkel határos.

## Népesség
A település népességének változása:
| Lakosok száma | 735  | 671  | 684  | 754  | 767  | 758  | 744  | 720  | 720  | 721  |
|               | 1968 | 1982 | 1990 | 2006 | 2013 | 2015 | 2017 | 2019 | 2020 | 2022 |